# Christian Louboutin
Christian Louboutin (Paris, 7 de janeiro de 1963) é um designer francês de calçados que lançou sua linha de sapatos principalmente femininos na França, em 1991. Sua marca registrada é a sola vermelha.

## Carreira
Fascinado por sapatos desde criança, o designer usou como base de suas primeiras coleções rascunhos de infância feitos em seus cadernos de escola. Aos 15 anos, começou a criar sapatos para dançarinas. Na década de 1980, criou modelos para Christian Dior, Chanel e Yves Saint Laurent, mas desistiu da carreira e decidiu se tornar paisagista e colaborador da Vogue. Ele sentiu falta de desenhar sapatos e, anos mais tarde, se associou a amigos e abriu a primeira loja em 1992, na França. Desde 1992, seus projetos têm incorporado as solas vermelhas laqueadas, que se tornaram sua assinatura. Em 27 de março de 2013, apresentou um pedido para os EUA de proteção à marca registrada deste exclusivo design vermelho. Em 2008, Louboutin conquistou a patente do solado vermelho, mas não a sua exclusividade.
Em abril de 2011, Christian Louboutin moveu uma ação contra a Yves Saint Laurent. O modelo do verão 2011 da YSL, reclamado por Louboutin, fazia parte de uma linha na qual as solas são da mesma cor dos sapatos: a versão verde ganha sola verde, a roxa, sola roxa, e a vermelha, sola vermelha. Em resposta legal ao processo, os advogados da YSL afirmam que os solados vermelhos são usados para ornamentar calçados desde períodos tão antigos quanto os usados pelo rei Luís XIV em 1600 - um facto histórico incontestável, graças ao retrato do rei com os famosos “Talon rouge”.  “Simplesmente não acreditamos que nenhum estilista deva ter o direito de monopolizar qualquer cor”, disse David Bernstein, advogado da marca, ao portal WWD. "Colherada Cultural". (Julho, 2011).</ref>
Em agosto de 2011 Christian Louboutin sofreu uma derrota na justiça americana. O tribunal federal de Nova York indeferiu a ação, “levando em consideração o facto segundo o qual, na indústria da moda, a cor possui funções estéticas e ornamentais decisivas para alimentar a competição, (…) sendo difícil para Louboutin provar que o solado vermelho goze da proteção de uma determinada marca”. Segundo o juiz federal Victor Marrero, o designer não apresentou provas suficientes para estabelecer que a YSL teria “violado a marca”, o que garantiria a retirada, pela justiça, dos sapatos expostos nas vitrines de seu concorrente, além do pagamento de um milhão de dólares em indenização.

## Galeria

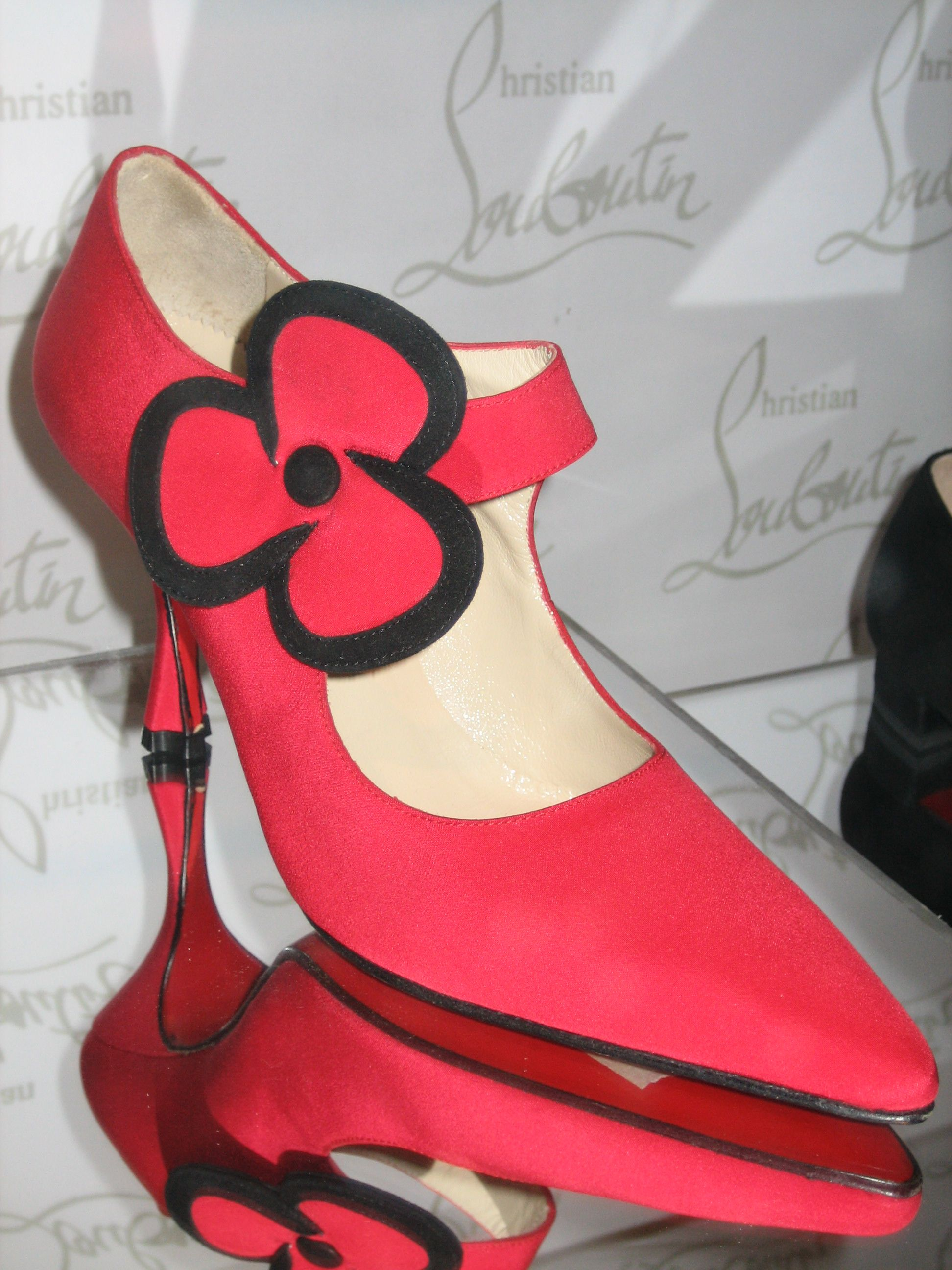
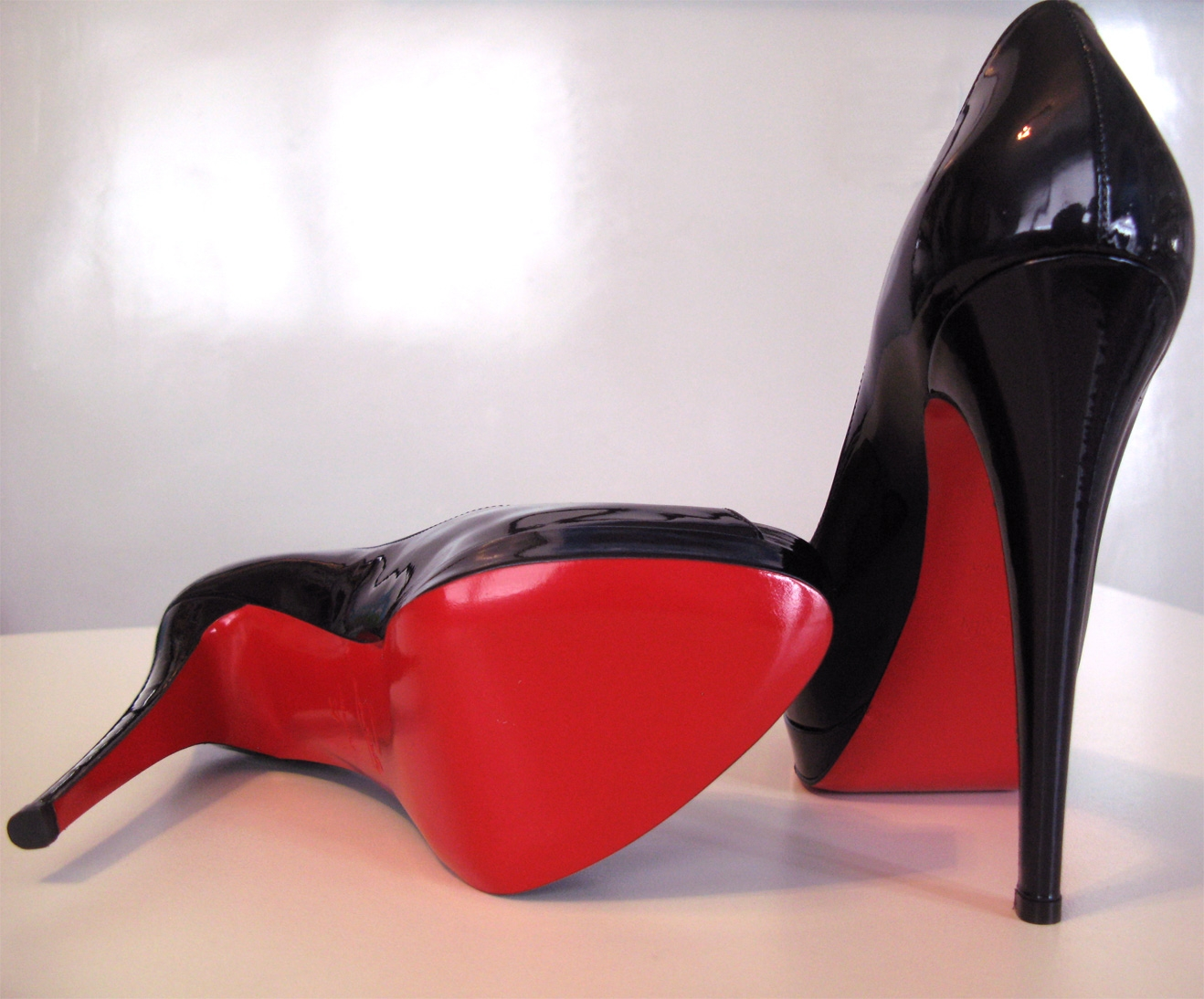
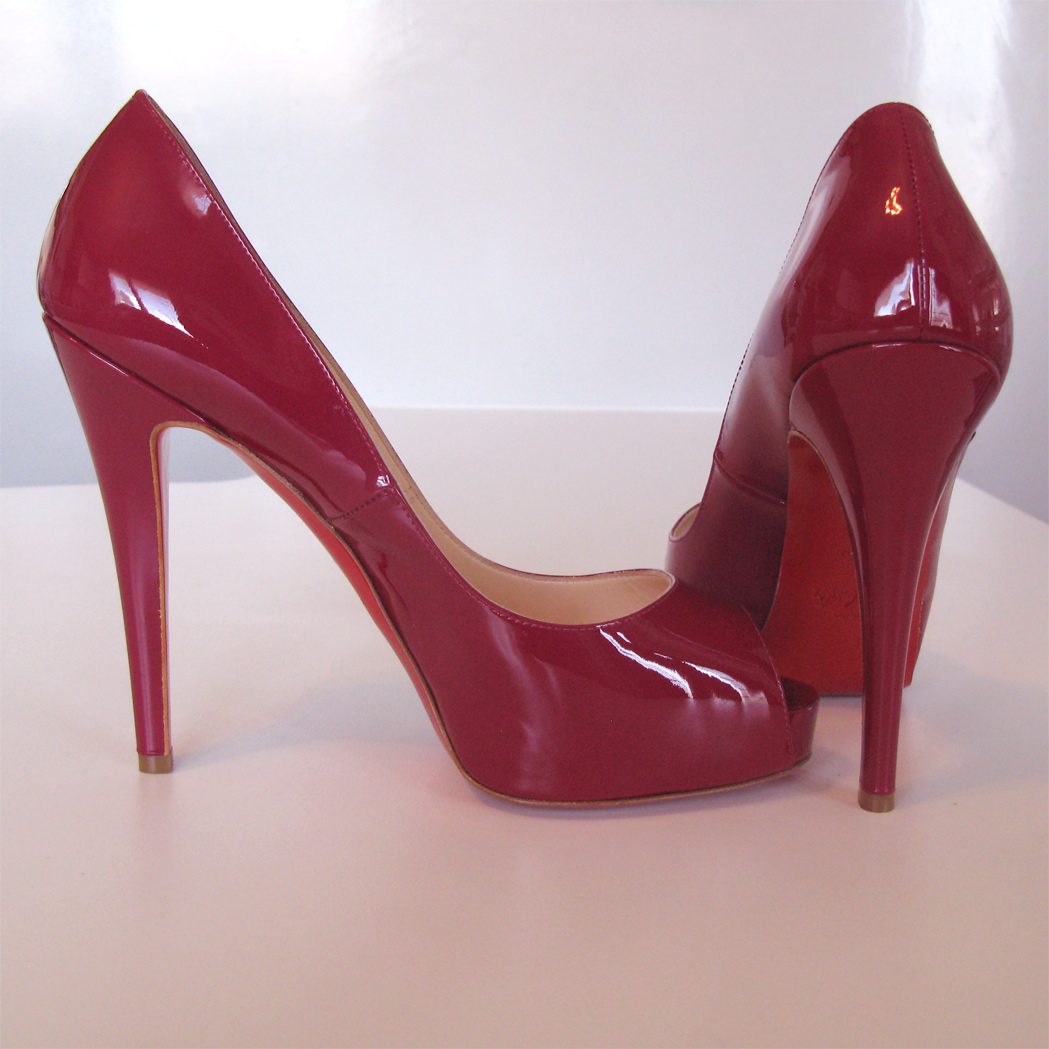
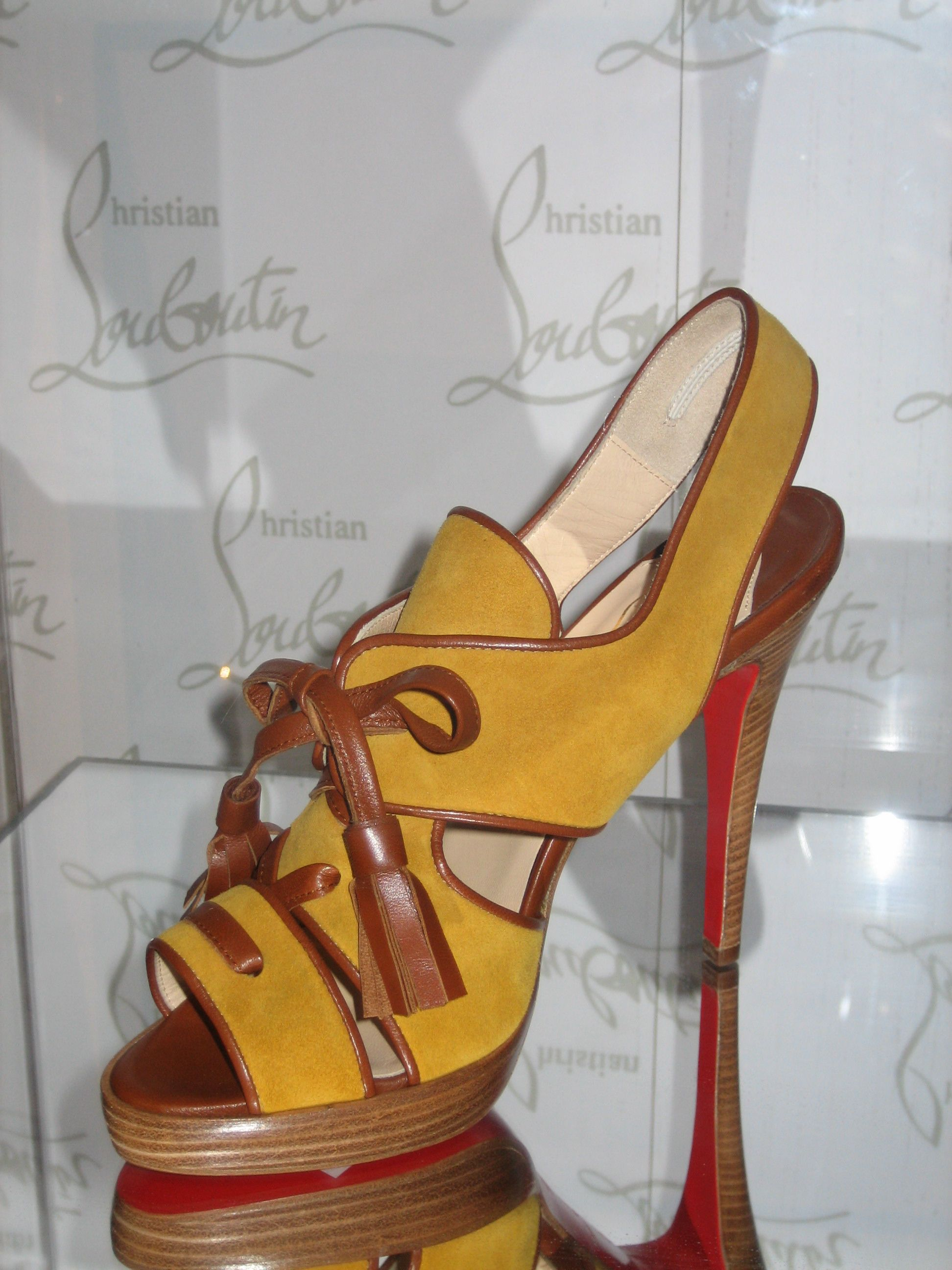